# Austromyrtus lotoides
Austromyrtus lotoides är en myrtenväxtart som först beskrevs av André Guillaumin, och fick sitt nu gällande namn av Karl Ewald Maximilian Burret. Austromyrtus lotoides ingår i släktet Austromyrtus och familjen myrtenväxter. IUCN kategoriserar arten globalt som sårbar. Inga underarter finns listade i Catalogue of Life.